# Capella del Roser (Queralbs)
La Capella del Roser és una obra de Queralbs (Ripollès) protegida com a Bé Cultural d'Interès Local.

## Descripció
Es tracta d'una petita capella cantonera, és a dir adossada per un costat a una casa del carrer, d'una sola nau. S'accedeix a l'interior mitjançant una porta d'arc de mig punt adovellada de pedra ben treballada. A banda i banda de la porta trobem sengles finestres quadrangulars amb reixa. La teulada és a una sola vessant i està coronada amb un campanar de cadireta. A la part superior de la façana hi ha una fornícula d'arc de mig punt amb un plafó de rajola que representa la Mare de Déu del Roser.
Un rètol en el carrer indica que la capella és del segle xvii.